# 高速公路家族
是一部2022年上映的韓國劇情片，這是《大人們不懂》副導演李相汶的長篇電影處女作，由羅美蘭、丁一宇、金瑟琪、白鉉真主演。該片入選第27屆釜山國際電影節“韓國電影的今天-全景”單元，並於10月7日在電影節上首映，2022年11月2日在韓國正式上映。

## 劇情概要
該片講述沿著高速公路休息站過著像露營一般的露宿生活的一個家庭，遇到偶然牽住他們的一對夫婦和新的家庭成員誕生的過程。冰冷的現實中依然存在人與人之間的溫暖和感情、憐憫和信任，帶著能看到這樣希望的期望，徘徊在大街上的家庭因為某個人的勇氣和幫助而再次站起來的故事。

## 演員陣容

### 主要人物
- 羅美蘭 飾演 嚴英善，二手傢俱店的社長。
- 丁一宇 飾演 張奇宇，兩個孩子的父親。
- 金瑟琪 飾演 安智淑，基宇的妻子，和丈夫、兩個孩子以及肚子裡的孩子一起漫無目的地“旅行”。
- 白鉉真 飾演 安道煥，英善的丈夫。

### 其他人物
- 徐利秀 飾演 張恩伊，基宇的女兒。
- 朴多溫 飾演 張澤，基宇的兒子。
- 李泰景 飾演 吳警官
- 安敏英 飾演 二手傢俱客人
- 許俊碩 飾演 拘留所男子
- 鄭守教 飾演 妄想的男子
- 崔亨柱 飾演 英善的兒子

### 特別出演
- 黃汀旼 飾演 辣炒年糕大嬸
- 李龍女 飾演 婦產科醫生
- 禹智賢 飾演 便利店職員

## 製作
- 本片於2021年10月15日開機拍攝[1]。
- 丁一宇在拍攝被臨時演員扇耳光的戲份時，因雙方配合不足而導致視網膜受損，他的拍攝因此被推遲。[5]

## 評價
- Cine21電影評論家宋敬元：《高速公路家族》中雖然經濟上崩潰但關係和睦的基宇一家，和有著無法抹去的傷痛的英善一家之間架起了緣分的橋樑，電影中經過深思熟慮、溫暖地看待各個人物的視線非常突出。李相汶導演為了不把露宿者家庭這一有趣的設定單純地作為戲劇化的素材，準備了各種裝置。鏡頭不僅捕捉了各個家庭的代表人物基宇和英善，也給予充分的時間聆聽每一位家庭成員的故事。羅美蘭、丁一宇、金瑟琪、白賢鎮等演員具有說服力的演技和平靜的劇情展開提高了全片的穩定感。[6]

## 奖项荣誉
| 年份   | 颁奖礼           | 奖项           | 入围者 | 结果 | 参考 |
| ------ | ---------------- | -------------- | ------ | ---- | ---- |
| 2023年 | 第32屆釜日電影獎 | 最佳新人男演员 | 丁一宇 | 提名 |      |